# Arge pallidinervis
Arge pallidinervis — вид перетинчастокрилих комах родини Argidae.